# Pietro Torre
Pietro Torre (ur. 6 maja 2002 w Livorno) – włoski szablista, brązowy medalista mistrzostw świata.
W 2022 roku zdobył złoto drużynowo i srebro indywidualnie na mistrzostwach świata juniorów w Dubaju.
Podczas mistrzostw świata w Kairze w 2022 roku Włosi w składzie: Luca Curatoli, Michele Gallo, Luigi Samele i Pietro Torre zdobyli brązowy medal w zawodach drużynowych. Na tej samej imprezie był ósmy w turnieju indywidualnym.